# San Luis Potosí Challenger 1985
Il San Luis Potosí Challenger 1985 è stato un torneo di tennis facente parte della categoria ATP Challenger Series nell'ambito dell'ATP Challenger Series 1985. Il torneo si è giocato a San Luis Potosí in Messico dal 1 al 7 aprile 1985 su campi in terra rossa.

## Vincitori

### Singolare
Leonardo Lavalle ha battuto in finale  Andy Andrews con il punteggio di 4–6, 6–3, 6–4.

### Doppio
John Mattke /  Sashi Menon hanno battuto in finale  Richard Akel /  Jeff Arons con il punteggio di 7–6, 6–3.